# Accident Man: Hitman's Holiday
Série
Profession tueur
(2018)
Pour plus de détails, voir Fiche technique et Distribution.
Accident Man: Hitman's Holiday (Accident Man 2) est un film d'aventure et d'action britannique sorti en 2022. Il fait la suite au film Profession tueur (Accident Man) de 2018 avec en plus de Scott Adkins, George Kirby et Harry Kerr, entre autres, basé sur la bande dessinée du même nom de Pat Meath et Tony Skinner.

## Distribution
Sauf indication contraire, les informations mentionnées dans cette section peuvent être confirmées par la base de données cinématographiques IMDb,  présente dans la section « Liens externes ».
- Scott Adkins : Mike Fallon
- Ray Stevenson : Big Ray
- Perry Benson : Finicky Fred
- Sarah Chang : Wong Siu-ling
- George Fouracres : Dante Zuuzer
- Flaminia Cinque : Mme Zuuzer
- Beau Fowler : Poco, le Clown-tueur
- Faisal Mohammed : Yendi
- Andreas Nguyen : Oyumi
- Peter Lee Thomas : Silas
- Adam Basil : Armando